# أمينة روبة
أمينة روبة هي مجدفة جزائرية وُلدت في 9 يناير 1986، ومثلت الجزائر في دورة الألعاب الأولمبية الصيفية عام 2012 وفي دورة الألعاب الأولمبية الصيفية عام 2016.

## المشاركات والميداليات
شاركت أمينة روبة في عام 2007 في دورة الألعاب الإفريقية، والتي أقيمت في مدينة الجزائر بالجزائر حيث تمكنت من الفوز بالميدالية الفضية برفقة مواطنتها حفيظة الشاوش في سباق التجديف المزدوج خفيف الوزن لزوجي السيدات، وفي عام 2012، شاركت في دورة الألعاب الأولمبية الصيفية التي أقيمت في لندن بالمملكة المتحدة، واحتلت المركز السادس والعشرين في منافسات التجديف الفردي للسيدات، ثُم شاركت مرة أخرى في عام 2016 في دورة الألعاب الأولمبية الصيفية التي أقيمت في مدينة ريو دي جانيرو بالبرازيل حيث احتلت المرتبة الحادية والعشرين في سباق التجديف الفردي للسيدات، وفي عام 2019 عادت لتُشارك مجددًا في دورة الألعاب الإفريقية التي أقيمت في مدينة الرباط بالمغرب، وفازت بالميدالية الذهبية في سباق المجداف الفردي خفيف الوزن لفردي السيدات. تمكنت أمنية روبة في نفس العام أيضًا من حصد ميدالية فضية وميدالية ذهبية في منافسات المجداف الفردي لفردي السيدات والمجداف المزدوج للزوجي المختلط في دورة الألعاب الإفريقية الشاطئية. كما شاركت أمينة روبة في عدة نسخ من بطولة إفريقيا للتجديف وحصلت منها على عدد من الميداليات والألقاب. ويوضح الجدول التالي أهم المُسابقات والبطولات التي شاركت فيها أمينة روبة، وأبرز الميداليات والألقاب التي حققتها في البطولات والمسابقات المختلفة:
| العام | المسابقة                        | المكان                   | المنافسات                                             | الترتيب/الميدالية                   | ملاحظات                                                                                  |
| ----- | ------------------------------- | ------------------------ | ----------------------------------------------------- | ----------------------------------- | ---------------------------------------------------------------------------------------- |
| 2007  | دورة الألعاب الإفريقية          | الجزائر العاصمة، الجزائر | المجداف الفردي خفيف الوزن - زوجي للسيدات              | المركز الثاني (الميدالية الفضية)    | فازت بالمركز الثاني برفقة زميلتها حفيظة شاوش                                             |
| 2012  | بطولة إفريقيا للتجديف           | الإسكندرية، مصر          | المجداف الفردي - فردي للسيدات                         | المركز الثاني (الميدالية الفضية)    |                                                                                          |
| 2012  | بطولة إفريقيا للتجديف           | الإسكندرية، مصر          | المجداف الفردي خفيف الوزن - فردي للسيدات              | المركز الأول (الميدالية الذهبية)    |                                                                                          |
| 2012  | بطولة إفريقيا للتجديف           | الإسكندرية، مصر          | المجذاف المزدوج خفيف الوزن - زوجي السيدات             | المركز الأول (الميدالية الذهبية)    | فازت بالمركز الأول برفقة زميلتها نوال شيالي                                              |
| 2012  | بطولة إفريقيا للتجديف           | الإسكندرية، مصر          | المجذاف المزدوج - زوجي السيدات                        | المركز الأول (الميدالية الذهبية)    | فازت بالمركز الأول برفقة زميلتها نوال شيالي                                              |
| 2012  | دورة الألعاب الأولمبية الصيفية  | لندن، المملكة المتحدة    |                                                       | المركز السادس والعشرين              |                                                                                          |
| 2013  | بطولة إفريقيا للتجديف           | تونس العاصمة، تونس       | المجذاف المزدوج - زوجي السيدات                        | المركز الأول (الميدالية الذهبية)    | فازت بالمركز الأول برفقة زميلتها نوال شيالي                                              |
| 2013  | بطولة إفريقيا للتجديف           | تونس العاصمة، تونس       | المجداف الفردي خفيف الوزن - زوجي للسيدات              | المركز الأول (الميدالية الذهبية)    | فازت بالمركز الأول برفقة زميلتها نوال شيالي                                              |
| 2013  | بطولة إفريقيا للتجديف           | تونس العاصمة، تونس       | المجداف الفردي خفيف الوزن - فردي للسيدات              | المركز الأول (الميدالية الذهبية)    |                                                                                          |
| 2014  | بطولة إفريقيا للتجديف           | تيبازة، الجزائر          | المجداف الفردي خفيف الوزن - فردي للسيدات              | المركز الأول (الميدالية الذهبية)    |                                                                                          |
| 2014  | بطولة إفريقيا للتجديف           | تيبازة، الجزائر          | المجداف الفردي خفيف الوزن - زوجي للسيدات              | المركز الأول (الميدالية الذهبية)    | فازت بالمركز الأول برفقة زميلتها نوال شيالي بعدما أنهتا السباق في وقت قدره 7:56.68 دقيقة |
| 2014  | بطولة إفريقيا للتجديف           |                          | المجذاف المزدوج - زوجي السيدات                        | المركز الأول (الميدالية الذهبية)    | فازت بالمركز الأول برفقة زميلتها نوال شيالي                                              |
| 2015  | بطولة إفريقيا للتجديف           | تونس العاصمة، تونس       | المجذاف المزدوج - زوجي السيدات                        | المركز الأول (الميدالية الذهبية)    | فازت بالمركز الأول برفقة زميلتها نوال شيالي                                              |
| 2015  | بطولة إفريقيا للتجديف           | تونس العاصمة، تونس       | المجداف الفردي - فردي للسيدات                         | المركز الأول (الميدالية الذهبية)    |                                                                                          |
| 2015  | بطولة إفريقيا للتجديف           | تونس العاصمة، تونس       | المجداف الفردي خفيف الوزن - فردي للسيدات              | المركز الأول (الميدالية الذهبية)    |                                                                                          |
| 2015  | بطولة إفريقيا للتجديف           | تونس العاصمة، تونس       | المجذاف المزدوج خفيف الوزن - زوجي السيدات             | المركز الأول (الميدالية الذهبية)    | فازت بالمركز الأول برفقة زميلتها نوال شيالي                                              |
| 2016  | دورة الألعاب الأولمبية الصيفية  | ريو دي جانيرو، البرازيل  |                                                       | المركز الحادي والعشرين              |                                                                                          |
| 2016  | البطولة العربية للتجديف         | تونس العاصمة، تونس       | المجداف الفردي - فردي للسيدات                         | المركز الأول (الميدالية الذهبية)    |                                                                                          |
|       | البطولة العربية للتجديف         | تونس العاصمة، تونس       | المجذاف المزدوج - زوجي السيدات                        | المركز الأول (الميدالية الذهبية)    | فازت بالمركز الأول برفقة زميلتها نوال شيالي                                              |
| 2017  | بطولة إفريقيا للتجديف           | تونس العاصمة، تونس       | المجداف الفردي - فردي للسيدات                         | المركز الثالث (الميدالية البرونزية) |                                                                                          |
| 2017  | بطولة إفريقيا للتجديف           | تونس العاصمة، تونس       | المجداف الفردي خفيف الوزن - فردي للسيدات              | المركز الأول (الميدالية الذهبية)    |                                                                                          |
| 2017  | بطولة إفريقيا للتجديف           | تونس العاصمة، تونس       | المجذاف المزدوج - زوجي السيدات                        | المركز الأول (الميدالية الذهبية)    | فازت بالمركز الأول برفقة زميلتها نوال شيالي                                              |
| 2019  | بطولة إفريقيا للتجديف           | تونس العاصمة، تونس       | المجداف الفردي خفيف الوزن - فردي للسيدات              | المركز الثالث (الميدالية البرونزية) |                                                                                          |
| 2019  | بطولة إفريقيا للتجديف           | تونس العاصمة، تونس       | المجداف الفردي خفيف الوزن - زوجي للسيدات              | المركز الأول (الميدالية الذهبية)    | فازت بالمركز الأول برفقة زميلتها نوال شيالي                                              |
| 2019  | بطولة إفريقيا للتجديف           | تونس العاصمة، تونس       | المجذاف المزدوج - زوجي السيدات                        | المركز الثالث (الميدالية البرونزية) | فازت بالمركز الثالث برفقة زميلتها نوال شيالي                                             |
| 2019  | دورة الألعاب الإفريقية          | الرباط، المغرب           | المجداف الفردي خفيف الوزن - سبق 1000 متر فردي للسيدات | المركز الأول (الميدالية الذهبية)    | أنهت السباق في وقت قدره 3:55.23 دقيقة                                                    |
| 2019  | دورة الألعاب الإفريقية          | الرباط، المغرب           | المجداف الفردي خفيف الوزن - سبق 500 متر فردي للسيدات  | المركز الأول (الميدالية الذهبية)    |                                                                                          |
| 2019  | دورة الألعاب الإفريقية الشاطئية | المغرب                   | المجذاف المزدوج - الزوجي المختلط                      | المركز الأول (الميدالية الذهبية)    |                                                                                          |
| 2019  | دورة الألعاب الإفريقية الشاطئية | المغرب                   | المجداف الفردي - فردي للسيدات                         | المركز الثاني (الميدالية الفضية)    |                                                                                          |